# Marionina crymodes
Marionina crymodes är en ringmaskart som beskrevs av Stephenson 1922. Marionina crymodes ingår i släktet Marionina och familjen småringmaskar. Inga underarter finns listade i Catalogue of Life.